# ルートマップ
ルートマップとは、地質調査のルートに沿って、地形・地質の情報を記入した大縮尺の地図。路線地質図ともいう。通常、露頭の多い道路や川、海岸などに沿って調査し、作成する。
調査目的に応じて使用する地形図は異なるが、普通1000分の1から2万5000分の1の縮尺のものを用いる。この地形図に記入された露頭の位置に、岩質、地層の走向・傾斜 (地質学)、断層の位置と走向・傾斜、化石産出地点など、地質の観察測定事項を記入する。詳細を書ききれない場合には、露頭番号を付し野帳（フィールドノート）に記載する。こうしたルートマップ作成作業をマッピング（図化のこと）という。
100分の1とか500分の1など必要な調査精度に応じた地形図が入手できない場合には、簡易測量によりルートの形状を方眼紙ないし野帳に作成する。すなわち、距離は歩測で、方位はクリノメーターを用いて測量する。距離の誤差は、数百分の1程度の縮尺なら、歩測でも鉛筆の線の太さ以内に収まり、かなり精度がよい。急斜面ではハンドレベル（水平を見通す器具）などを用いて高低差も記入しておく。同時に、地形図に転写する際の目印となる地物や地形の概観、露頭の位置と形状なども記入する。
ルートマップは普通、等高線地形図に描かれ彩色される。地質時代や岩質は色と模様で区別して示される。退色に備えて略号を付記することも多い。したがって、地質図には色、記号、模様などの意味を示す凡例（はんれい）をかならずつける。これらには国際的な取り決めや慣例がある。色の例をあげれば、白亜紀層は緑系統、新生代層は黄色系統などとなっており、古い時代ほど濃い色を使う。岩質についても酸性火成岩類は赤系統、石灰岩は青系統などといった決まりもある。論文付図のように単色刷りの場合には地形は省略される。
通常、地質図はルートマップを基に作図される。かならずしも全域を同じ精度でマッピングするわけではないが、地質学的に重要な箇所や地質構造の複雑な所では、より大縮尺のルートマップを作成することが望ましい。